# اوغورلي (سنجك)
اوغورلي (بالتركية: Uğurlu)‏ هي قرية تتبع إداريّاً لمديرية سنجك في محافظة أديامان التركية، بلغ عدد سكانها 129 نسمة في عام 2021 ويتبعها نجوع جال والياجيك واسكيصو وايشك وقولباشي وطوسونقايا واورونلو.